# Bni Rzine
Bni Rzine (franska: Bni Rzine (CR), Bni Rzine (Commune Rurale), arabiska: أيت ويخلفن) är en kommun i Marocko.   Den ligger i provinsen Chefchaouen och regionen Tanger-Tétouan-Al Hoceïma, i den nordöstra delen av landet, 220 km nordost om huvudstaden Rabat. Antalet invånare är 19 585.